# John Alexander Catherwood
Pour les articles homonymes, voir John Catherwood et Catherwood.
John Alexander Catherwood  (26 octobre 1857-21 décembre 1940) est un homme politique canadien de la Colombie-Britannique. Il est député provincial conservateur de la circonscription britanno-colombienne de Dewdney de 1920 à 1928.

## Biographie
Né à Bolton dans le Canada-Ouest, Catherwood étudie à Caledonia. Il est préfet de Mission pendant 17 ans. 
Après quelques péripéties judiciaires, l'élection de 1924 est déclarée nulle en février 1925. La décision est renversée et Catherwood recupère son siège de député en juin 1925.
Catherwood meurt à Mission en décembre 1940 à l'âge de 83 ans.